# Mundugumor
Mundugumor (Biwat), papuanski narod u području rijeke Yuat na Novoj Gvineji u provinciji East Sepik. Prema riječima Margaret Mead koja je proučavala Mundugumore, oni se sastoje od dvije skupine, jednu uz obalu Yuata (pritoka Sepika) koji imaju 4 skupine zaselaka. Druga skupina nešto zapadnije živjela je u ono vrijeme u dvije skupine zaselaka. Obje skupine Mundugumora govore istim jezikom ali se više ne smatraju istim narodom.

## Život i običaji
Mundugumori su bili kanibali sve do vremena kada je taj običaj zabranila vlada. Kao šumski narod trgovali su s ostalim narodima areka-orahom, kokosom i duhanom. Žene se bave vrtlarstvom, ribolovom (to nije muški posao) i uzgojem duhana. U ishranu ulaze sago, riba, crvi i drugo. Sago palmu sruše i ostave da leži na tlu, dok ne bi u njoj sazrila srčika. Žene nose suknjice od trave, slično kao Planinski Arapeši. Razvijeno im je drvorezbarstvo na štitovima, maske, etc.
Društvo Mundugumora ne poznaje klanove, nego loze koja se sastoji od muškarca, njegovih kćeri, sinova njegovih kćeri i kćeri sinova njegovih kćeri. Muškarac i sin ne pripadaju istoj lozi i ne poštuju istu totemsku životinju. Muškarac ima 8 do 10 žena, to je veliko poliginijsko domaćinstvo podijeljeno u dvije grupe koje tvore otac i njegove kćerke i majka i njezini sinovi. Sve vrijedne stvari nasljeđuje kćerka, otac ne ostavlja nikakvog vlasništva sinu osim udjela u zemlji koja se nasljeđuje očinskom linijom. Braća i sestre isto ne pripadaju istoj lozi, sin je vezan uz majku a kćerka uz oca. Velik broj žena znači i veliko bogatstvo, a ako bi se žena bunila zato što će dovesti mlađu ženu 'on će je tući' (Mead). Socijalna organizacija zasniva se na teoriji prirodnog neprijateljstva koje vlada među svim pripadnicima istog spola, i na pretpostavci da su jedine spone među pripadnicima istog spola mogući posredstvom drugog spola. Među braćom razvijen je stav suparništva i nepovjerenja. Oni od najranije mladosti jedan drugog izbjegavaju. Jedini način komunikacije među braćom je da se javno potuku i vrijeđaju.
Muški posao je obrada vrtova s yamom i sagom i lov. Sve ostalo rade žene. Kuće su im krhke građe, sklepane na brzinu. Prije dok su se bavili lovom na glave priređivali su gozbe ljudskim mesom. Hodali su goli sve do trenutka kada bi stekli čast lovca na glave, kada bi počeli nositi oko pojasa ovoj od letipasa s ukrasima od školjaka nassa (kao što ga imaju Chimbu, vidi). 
S djecom Mundugumori postupaju veoma grubo (M. Mead), naročito majke sa sinovima. Rođaci se dijele na tri kategorije, 1) one s kojima se šališ (šegačenje), 2) one koje izbjegavaš i stidiš ih se, i 3) osobe s kojima se postupa s različitim nijansama obične prisnosti. Ovo su pravila ispravnog načina ponašanja koja su u kulturi Mundugumora tako utvrđena (Mead). 
Do žene Mundugumor dolazi na nekoliko načina, to je namještena otmica, za koju se poslije plaća. Postoji i način da se da sestra u zamjenu za sestru drugog muškarca, a poznaju i ugovoreni brak kao i Planinski Arapeši.

## vanjske poveznice
- Mundugumor